# Sog (Fluss)
Der Sog ist ein Fluss im Südwesten Islands.

## Name
Der Name bedeutet dasselbe wie im Deutschen und kommt von der bemerkenswert starken Strömung des Flusses.

## Wichtigste Daten
Der Fluss ist etwas über 19 km lang. Von 1940 bis 1959 betrug seine mittlere Wassermenge 112 m²/s., von 1960 bis 1979 105 m²/s. Da es sich um einen Quellfluss handelt, bleibt die Wassermenge übers Jahr ziemlich gleich.
Normalerweise findet sich auch im Winter kein Eis auf dem See, aufgrund des Eintrags von Erdwärme in seinem Quellbereich.

## Flussverlauf
Sog ist der Abfluss des Þingvallavatn, dabei handelt es sich um den wasserreichsten Quellfluss Islands. Etwa fünf Kilometer nach diesem durchfließt er den See Úlfljótsvatn. Wenige Kilometer später durchströmt er den See Álftavatn.
Nach insgesamt knapp 20 km fließt der Sog nördlich der Stadt Selfoss am Fuße des Ingólfsfjall mit der Hvítá zusammen und als Ölfusá noch etwa 22 km bis zum Atlantischen Ozean.

## Geschichte
Am Ausfluss des Sog aus dem Þingvallavatn fand man Reste von Hütten, bei denen sich herausstellte, dass es ehemalige Lagerhäuser des Bischofs von Skálholt waren. Der Fluss wurde früher auch mit Booten befahren, was nicht ganz ungefährlich war.

## Energiegewinnung
Aus seinen Wassermengen wird an den Kraftwerken Steingrimsstöð (am Abfluss des Þingvallavatn), Ljósafoss (am Abfluss des Úlfljótsvatn) und Írafoss elektrische Energie gewonnen.
Das älteste Kraftwerke von diesen, das Ljósafosskraftwerk, wurde 1937 in Betrieb genommen und ist somit eines der ältesten Kraftwerke in ganz Island. Es produziert derzeit 15 MW Energie. Von den anderen beiden Kraftwerken produzieren das Írafosskraftwerk 48 MW und Steingrimsstöð 27 MW.

## Angeln
Man kann sowohl Lachs als auch Forelle im Sog angeln.

## Trollsage
In einer Höhle am Oberlauf des Sog soll eine Trollfrau gehaust haben.